# Dophla evelina
Dophla evelina is een vlinder uit de onderfamilie Limenitidinae van de familie Nymphalidae. De wetenschappelijke naam van de soort is voor het eerst geldig gepubliceerd in 1790 door Caspar Stoll.

## Ondersoorten
- Dophla evelina evelina
- Dophla evelina annamita (Moore, 1879)
- Dophla evelina bangkaiana (Fruhstorfer, 1904)
- Dophla evelina bolitissa (Fruhstorfer, 1913)
- Dophla evelina compta Fruhstorfer, 1899
- Dophla evelina derma (Kollar, 1848)
- Dophla evelina dermoides (Rothschild, 1892)
- Dophla evelina eva (C. & R. Felder, 1867)
- Dophla evelina fumosa Fruhstorfer, 1899
- Dophla evelina gasvena (Fruhstorfer, 1913)
- Dophla evelina magama (Fruhstorfer, 1913)
- Dophla evelina mahapota (Fruhstorfer, 1913)
- Dophla evelina mahonia (Fruhstorfer, 1913)
- Dophla evelina proditrix (Fruhstorfer, 1913)
- Dophla evelina pyxidata (Weymer, 1883)
- Dophla evelina sikandi (Moore, 1858)
- Dophla evelina vallona (Fruhstorfer, 1913)